# Alo!
Alo! – serbski dziennik wydawany w Belgradzie. Należy do gazet typu tabloid. Został założony w 2007 roku.